# Сан Роко (Болоња)
Сан Роко (итал. San Rocco) је насеље у Италији у округу Болоња, региону Емилија-Ромања.
Према процени из 2011. у насељу је живело 57 становника. Насеље се налази на надморској висини од 539 м.